# Ninox leventisi
El nínox de Camiguín (Ninox leventisi) es una especie de ave strigiforme de la familia Strigidae endémica de Filipinas. 

## Taxonomía
La especie fue descrita formalmente por Pamela Rasmussen et al. en 2012. El holotipo, una hembra, fue recolectado en el monte Catarmán de Camiguín el 17 de junio de 1968 por D. S. Rabor. El epíteto específico leventisi honra al empresario y conservacionista chipriota, Anastasios P. Leventis, vicepresidente honorario de BirdLife International.

## Distribución
Se distribuye en los bosques húmedos de la isla filipina de Camiguín, frente a la costa norte de Mindanao.